# Nanni di Banco

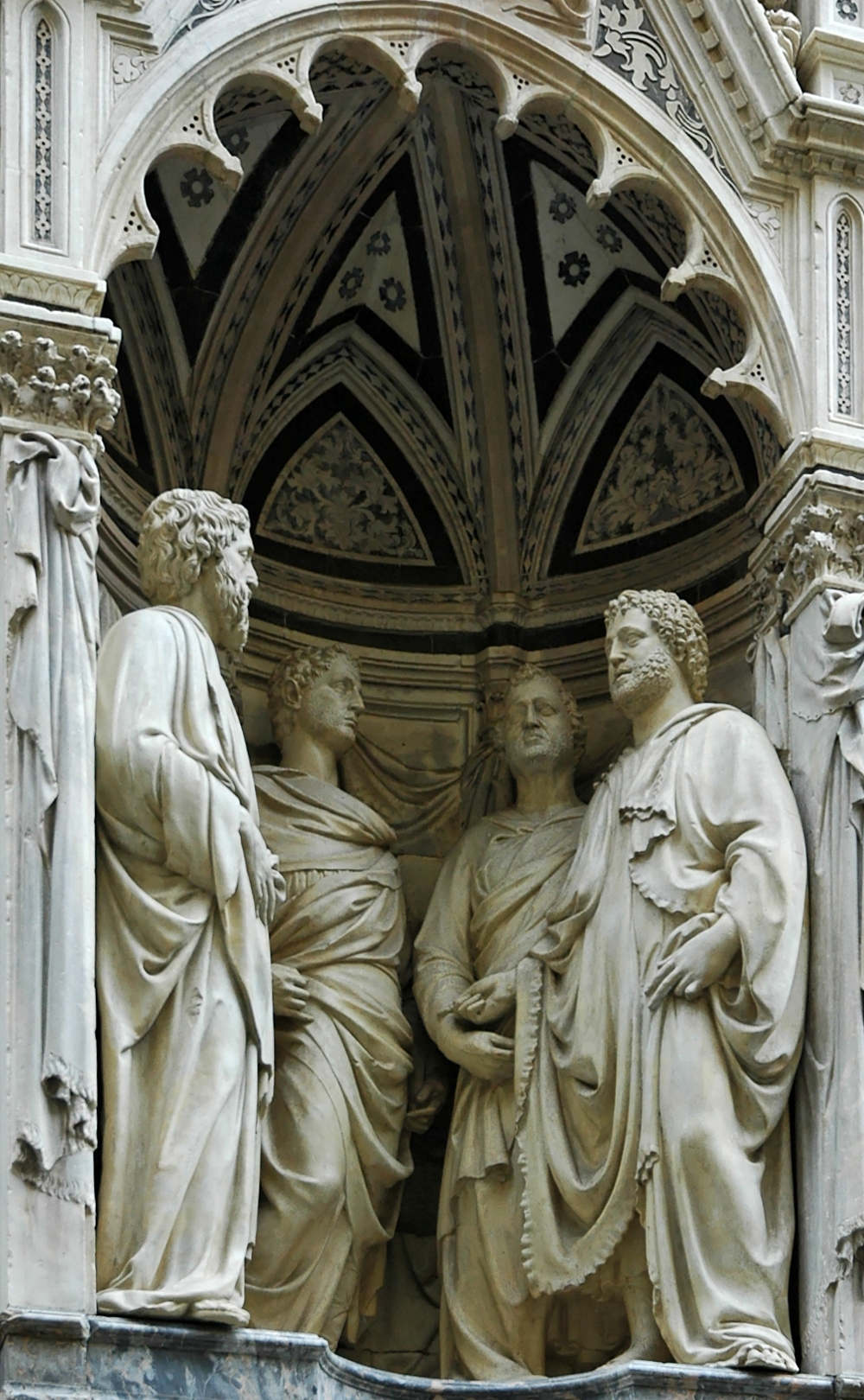
Cuatro Santos coronados, en la iglesia de Orsanmichele por Nanni di Banco.

Giovanni di Antonio di Banco, conocido más comúnmente como Nanni di Banco (Florencia, c. 1390-1421) fue un escultor italiano. Reaccionó contra el manierismo tardo-gótico, dirigiendo su investigación hacia la antigüedad, de la que tomó las expresiones más moderadas y solemnes.

## Biografía
Hijo de Antonio di Banco, escultor en la construcción de la catedral de Florencia, nació en esta ciudad alrededor del año 1380. Su formación debió de ser probablemente entre los escultores florentinos que trabajaban en la obra de Santa Maria del Fiore, sobre todo a partir del año 1391 en la obra de decoración de la puerta norte de la iglesia, rebautizada posteriormente con el nombre de «Porta della Mandorla», donde abundan ángeles y personajes mitológicos, inspirados en modelos romanos, entre hojas de acanto. Las figuras de Hércules y de Apolo, de sólida apariencia monumental, tal vez son obra del viejo Giovanni di Ambrogio o del joven Jacopo della Quercia.
Del año 1407 es el Profetino, para la «puerta della Mandorla» y del año siguiente el Isaías, en el que aún se distingue un manierismo tardo-gótico. En 1419, en compañía de Brunelleschi y Donatello, hizo el modelo de la cúpula de Santa María del Fiore. Entre 1408 y 1413 realizó el San Lucas, hoy en día en el Museo dell'Opera del Duomo, destinado a un nicho de la tribuna de la catedral y que formaba parte de la serie de evangelistas a la que también pertenecía el San Juan de Donatello. Siguiendo el perfil de nicho, la estatua está hecha con los miembros alargados, no siendo esto por influencia de la cultura gótica, sino porque las proporciones parecieran correctas desde el punto de vista del observador, ya que la estatua debía ser colocada en una posición muy elevada. La figura es sólida y austera, y toma de la antigüedad el modelo de noble compostura. El rostro, sobre todo en el corte del cabello y de la barba, remite también a estos modelos de la antigüedad clásica.
Sucesivamente trabajó en la iglesia de Orsanmichele, haciendo el San Felipe en 1411, el San Eligio en 1415 y el grupo con Cuatro santos coronados, formado por cuatro canteros martirizados al negarse a tallar divinidades paganas, hecho entre el año 1412 y en 1416, en los que la apariencia de los retratos imperiales romanos se hace visible en la presencia de las figuras, de sus vestidos y en los gestos solemnes de los santos que, colocados en semicírculo, acompañan la forma cilíndrica del nicho. Este fue uno de los modelos en que se inspiró Masaccio para el corro de apóstoles alrededor de Cristo de los frescos del tributo en la capilla Brancacci. El bajo relieve incluye escenas de taller de escultura, ya sea en referencia al oficio de los mártires o al propio autor. Respecto de este grupo, Vasari cuenta un curioso episodio:

Se dice que, habiendo terminado las figuras cada una por su cuenta y preparado el nichode mala manera, no pudo incluir nada más que tres estatuas, porque debido a las actitudes en las que las había hecho algunas de ellas tenían los brazos abiertos, y así, desesperado y descontento fue a hablar con Donato, y al contarle su desgracia y poca previsión, Donato se puso a reír y le dijo: «Si me pagas una cena con todos los compañeros de taller, me da el corazón que conseguiré hacerles entrar en el nicho sin ningún problema». Y así se acordó, y lo envió a Prato a que le supliese para tomar algunas medidas. Una vez Nanni se había ido, Donato reunió algunos discípulos y se pusieron al trabajo, modificando las estatuas, a unas las espaldas y a otras los brazos, haciendo lugar la una a la otra y poniéndolas juntas, la mano de una sobre la espalda de otra. Y quedaron así tan perfectamente unidas, que con su sabio juicio pudo reparar los errores de Nanni de manera que, colocadas todavía en este lugar, muestran prueba manifiesta de concordia y fraternidad, y quien no sabe la anécdota, no se da cuenta del error. Al volver Nanni, y al ver como Donato lo había corregido todo y había remediado cada problema, se lo agradeció, y pagó una cena a la que asistió él mismo, y en el que con alegría y grandes risas concluyó este asunto.

Entre 1414 y 1421 hizo la Virgen ofreciendo la cinta a Santo Tomás, para el tímpano de la «Puerta della Mandorla». Esta puerta tomó su nombre del pedestal en forma de almendra («mandorla») en la que está colocada la Virgen. La iconografía es gótica, pero la torsión del cuerpo de la Virgen es un elemento innovador, así como las figuras de los ángeles que sostienen el pedestal, confiriendo a la composición un ritmo ascendente.

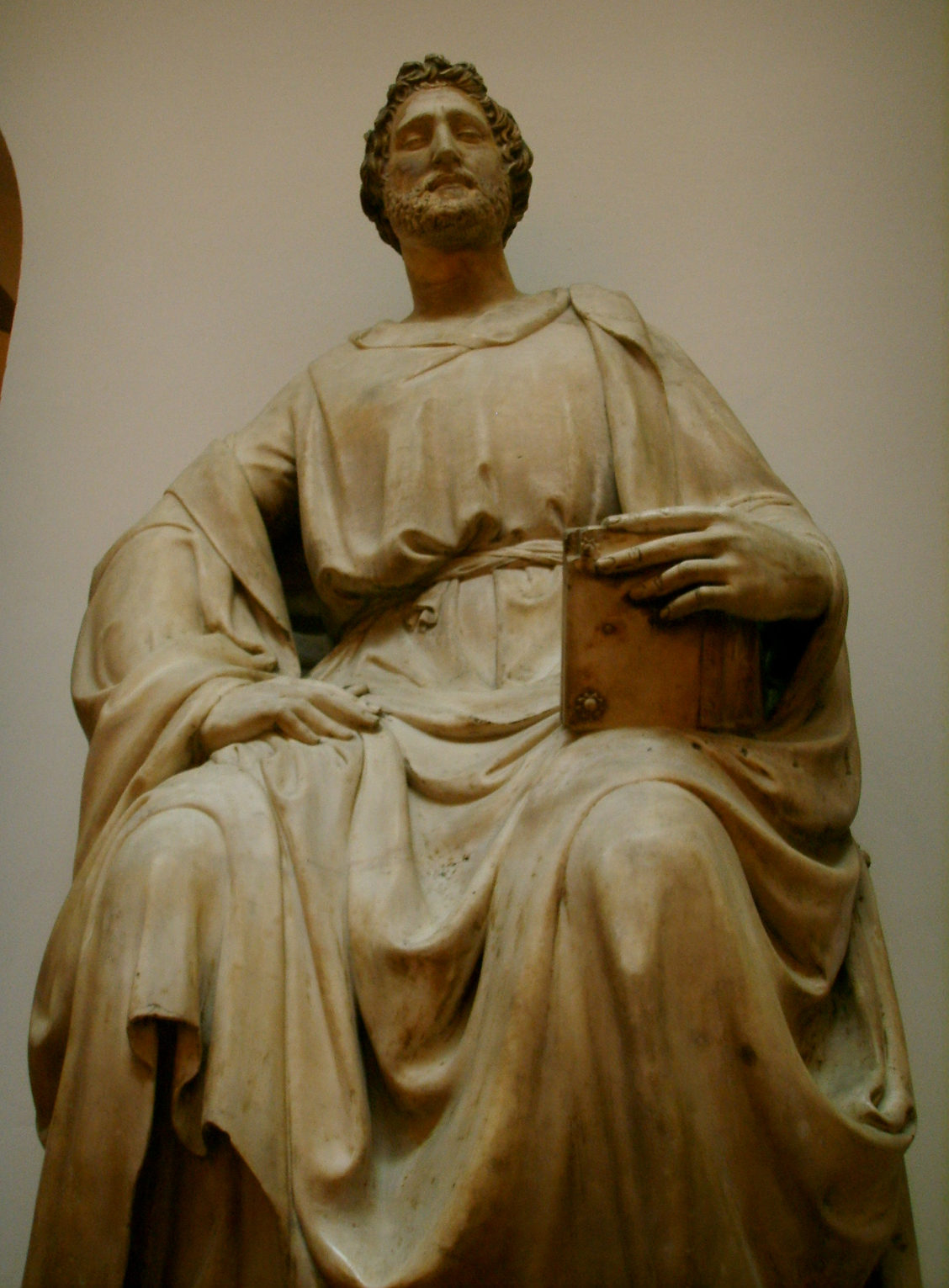
San Lucas, Museo dell'Opera del Duomo de Florencia.
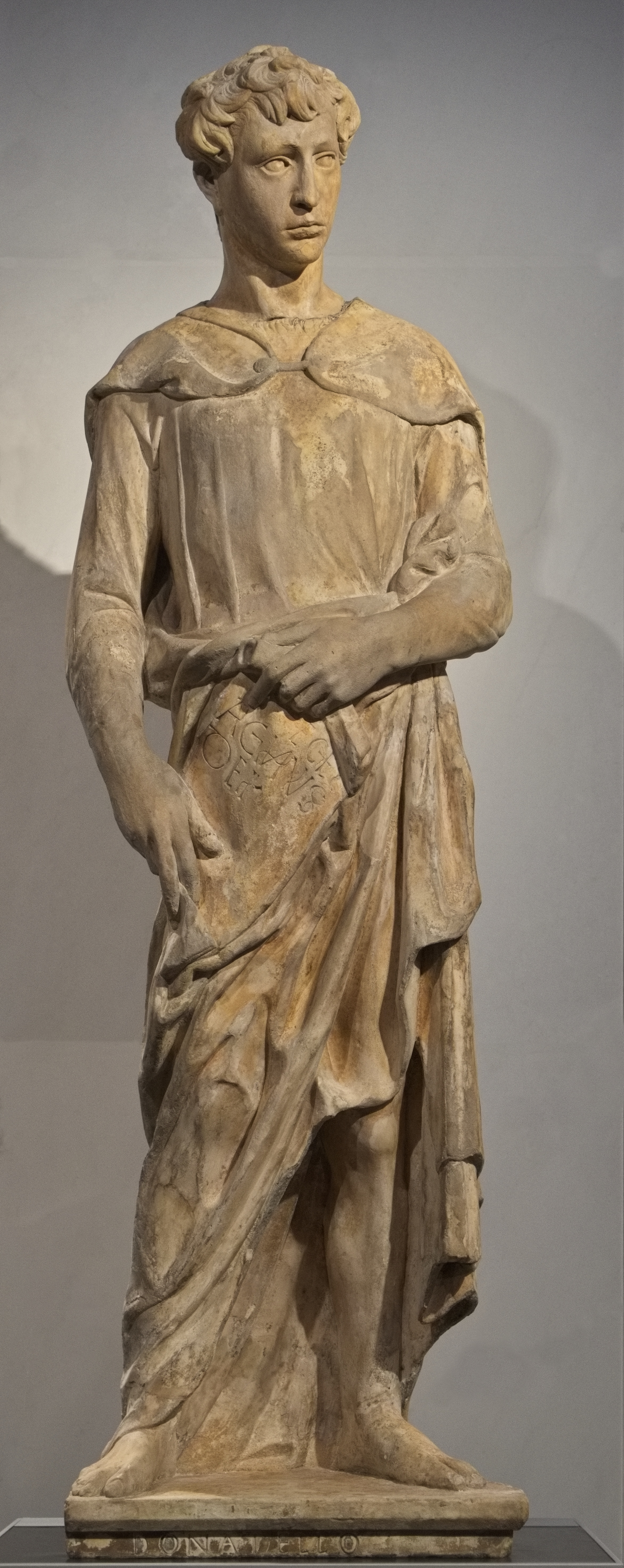
Juan el Bautista, Museo dell'Opera del Duomo de Florencia.
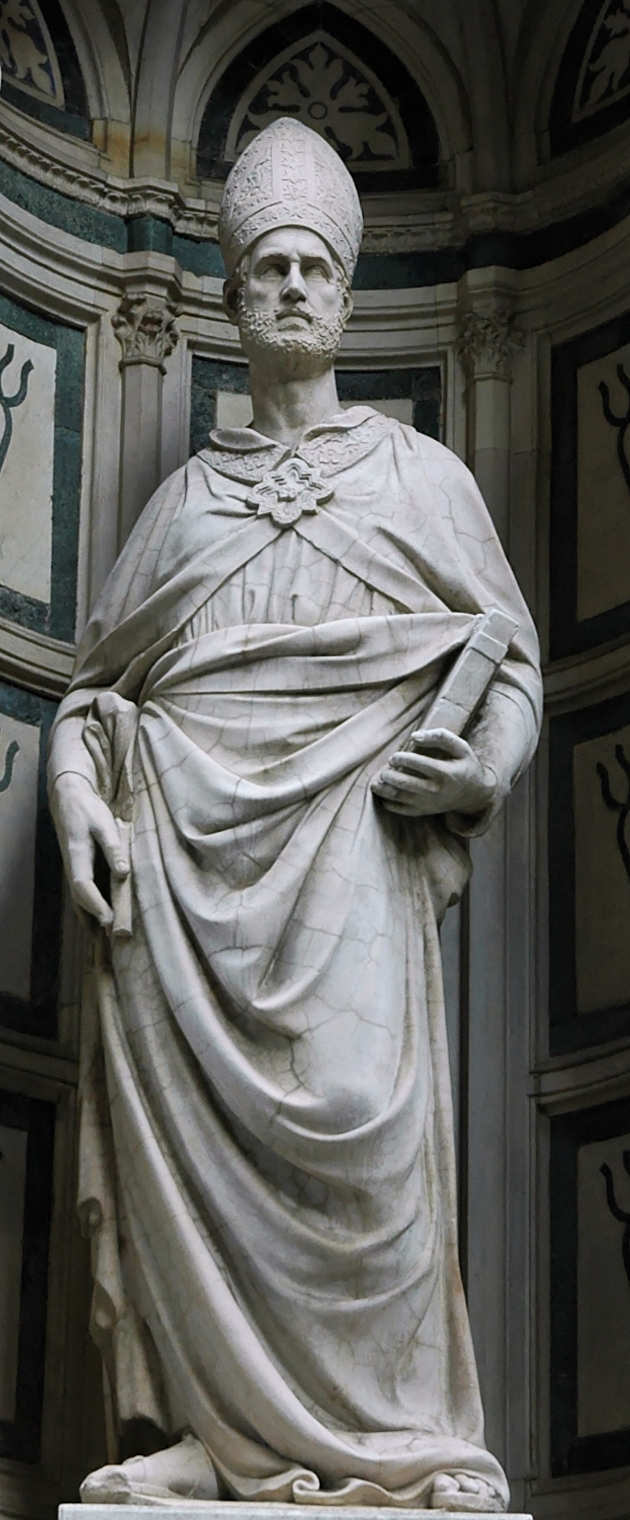
San Eligio, Orsanmichele.